# Diporiphora perplexa
Diporiphora perplexa — вид ігуаноподібних ящірок родини агамових (Agamidae). Ендемік Австралії. Описаний у 2019 році.

## Поширення і екологія
Diporiphora perplexa мешкають в регіоні Кімберлі на півночі Західної Австралії та на крайньому заході регіону Топ-Енд на Північній Території. Вони живуть серед скель, місцями порослих рослинністю.